# Factory outlet center

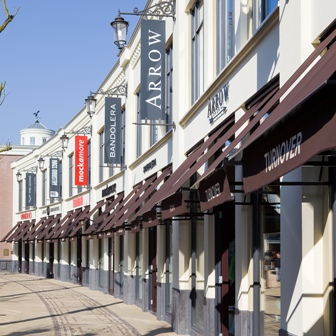
Batavia Stad te Lelystad

Een factory outlet center (FOC) is een concentratie fabriekswinkels waar fabrikanten en handelaren partijen goederen (meestal merkkleding, maar ook bv. schoenen of sieraden) tegen hoge korting verkopen aan consumenten. De suggestie wordt gewekt dat het gaat om voorraden artikelen die uit de winkels worden teruggehaald omdat er een nieuwe collectie wordt geïntroduceerd, maar dat is meestal maar voor een klein deel van de producten het geval. In werkelijkheid wordt een groot gedeelte van het aanbod van de meeste outlets speciaal gemaakt of ingekocht voor die goedkopere winkels. Doorgaans zijn deze centra gevestigd op een perifere locatie (goedkope grond buiten de stad) met een goede bereikbaarheid en voldoende parkeergelegenheid.
Omdat klanten van grote afstand worden aangetrokken (tot maximaal twee uur autorijden), is een dergelijk centrum erop gericht om de klant het gevoel te geven 'een dagje uit' te zijn. Daarom wordt aandacht besteed aan een 'gezellige' inrichting, kinderspeelgelegenheid en aan horeca-faciliteiten. Ook wordt er aandacht besteed aan het bieden van vermaak aan de partner die mee komt en die minder interesse heeft in een hele dag 'shoppen'.

## Uitbreidingen
In 2015 zijn er in Nederland diverse plannen bestaande FOC's uit te breiden dan wel nieuwe FOC's te ontwikkelen. Zowel de outletcentra in Roermond, Roosendaal als Lelystad hebben groeiambities. Daarnaast is omstreeks 2020 een outlet in Halfweg ontwikkeld en lopen er haalbaarheidsstudies in Assen, Winschoten en Zevenaar. In binnensteden zoals Groningen wordt gewerkt aan een soort mini-outlets.

## Kritiek
De meeste experts zijn het erover eens dat de markt voor outlets beperkt is, en daarnaast zouden factory outlet centers in Nederland een negatief effect op de binnensteden hebben omdat ze consumenten, investeerders en ondernemers wegtrekken. De FOC-bezoeker is een type consument dat normaliter de stad mijdt en steeds duidelijker wordt dat hij of zij na een FOC-bezoek niet de dichtstbijzijnde binnenstad bezoekt. Bij Designer Outlet Roermond is het omgekeerde het geval. Doordat de outlet nabij het historische centrum is gepositioneerd profiteert Roermond juist van de bezoekersstroom die de FOC's genereren. Kanttekening hierbij is dat het succes van Roermond voornamelijk wordt bepaald door Duitse consumenten. Op 18 november 2015 heeft minister Kamp van Economische Zaken in totaal 31 retaildeals met gemeenten gesloten om juist het overaanbod van winkelmeters aan te pakken en meer te doen aan de beleving van binnensteden. Deze retaildeals sluiten de komst van een outlet of andersoortige perifere grootschalige ontwikkeling uit.

## Outlet centers in Nederland
- Batavia Stad in Lelystad; open sinds juli 2001
- Designer Outlet Roermond in Roermond; open sinds november 2001
- Designer Outlet Roosendaal in Roosendaal; open sinds november 2006
- Amsterdam The Style Outlets in Halfweg; eerste deel geopend in de herfst van 2020

## Outlet centers in België
- Maasmechelen Village in Maasmechelen; open sinds 2001
- Factory Shopping in Messancy
- Ardennes Outlet in Verviers

## Outlet centers in Duitsland
- City Outlet Bad Münstereifel
- McArthurGlen Designer Outlet Ochtrup en Wittorf (Neumünster)